# Жан-Клод Баркле
Жан-Клод Баркле (фр. Jean-Claude Barclay; нар. 30 грудня 1942) — колишній французький тенісист.
Перемагав на турнірах Великого шолома в змішаному парному розряді.

## Фінали турнірів Великого шолома

### Парний розряд (1 поразка)
| Результат | Рік  | Турнір               | Покриття | Партнер     | Суперники                      | Рахунок            |
| --------- | ---- | -------------------- | -------- | ----------- | ------------------------------ | ------------------ |
| Поразка   | 1963 | Вімблдонський турнір | Трава    | П'єр Дармон | Антоніо Палафокс Рафаель Осуна | 6–4, 2–6, 2–6, 2–6 |

### Мікст (3–3)
| Результат | Рік  | Турнір                      | Покриття | Партнер       | Суперники                       | Рахунок       |
| --------- | ---- | --------------------------- | -------- | ------------- | ------------------------------- | ------------- |
| Перемога  | 1968 | Відкритий чемпіонат Франції | Ґрунт    | Франсуаз Дюрр | Біллі Джин Кінг Овен Девідсон   | 6–1, 6–4      |
| Поразка   | 1969 | Відкритий чемпіонат Франції | Ґрунт    | Франсуаз Дюрр | Маргарет Корт Марті Ріссен      | 3–6, 2–6      |
| Поразка   | 1970 | Відкритий чемпіонат Франції | Ґрунт    | Франсуаз Дюрр | Біллі Джин Кінг Боб Г'юїтт      | 6–3, 4–6, 2–6 |
| Перемога  | 1971 | Відкритий чемпіонат Франції | Ґрунт    | Франсуаз Дюрр | Вінні Шоу Лейус Тоомас          | 6–2, 6–4      |
| Поразка   | 1972 | Відкритий чемпіонат Франції | Ґрунт    | Франсуаз Дюрр | Івонн Гулагонг-Коулі Кім Ворвік | 2–6, 4–6      |
| Перемога  | 1973 | Відкритий чемпіонат Франції | Ґрунт    | Франсуаз Дюрр | Бетті Стеве Патріс Домінгес     | 6–1, 6–4      |